# Frida Hansdotter
Frida Hansdotter (Västerås; 13. prosinca 1985.) bivša je švedska alpska skijašica. Prvu pobjedu u Svjetskom skijaškom kupu ostvarila je u Kranjskoj Gori. Osvajačica je malog kristalnog globusa u slalomu u sezoni 2015./2016. Olimpijska prvakinja je u slalomu na olimpijskim igrama u Pyeongchangu 2018.

## Pobjede u Svjetskom kupu
- 4 pobjede –  4 slaloma

| Datum              | Mjesto održavanja        | Disciplina |
| ------------------ | ------------------------ | ---------- |
| 2. veljače 2014.   | Kranjska Gora, Slovenija | slalom     |
| 15. siječnja 2015. | Flachau, Austrija        | slalom     |
| 29. siječnja 2015. | Lienz, Austrija          | slalom     |
| 10. siječnja 2017. | Flachau, Austrija        | slalom     |

## Olimpijski rezultati
| Godina | Starost | Slalom | Veleslalom | Super G | Spust | Kombinacija |
| ------ | ------- | ------ | ---------- | ------- | ----- | ----------- |
| 2010.  | 24      | 15.    | -          | –       | –     | —           |
| 2014.  | 28      | 5.     | 13         | –       | –     | —           |
| 2018.  | 32      | 1      | 6          | –       | –     | —           |

## Svjetska prvenstva
| Godina | Starost | Slalom | Veleslalom    | Super G       | Spust | Kombinacija   |
| ------ | ------- | ------ | ------------- | ------------- | ----- | ------------- |
| 2007.  | 21      | —      | —             | 30            | —     | —             |
| 2009.  | 23      | 15     | nije završila | nije završila | —     | nije završila |
| 2011.  | 25      | 8      | —             | —             | —     | —             |
| 2013.  | 27      | 3      | 5             | —             | —     | —             |
| 2015.  | 29      | 2      | 12            | —             | —     | —             |
| 2017.  | 31      | 3      | 16            | —             | —     | —             |
| 2019.  | 33      | 5      | 11            | —             | —     | —             |

## Vanjske poveznice
- Osobna stranica
- Statistika na stranicama Svjetske skijaške federacije